# Ťiangjouská Wangova škola
Ťiangjouská Wangova škola (čínsky v českém přepisu Ťiang-jou Wang süe-pchaj, pchin-jinem Jiāngyòu Wáng xuépài, znaky zjednodušené 江右王学派, tradiční 江右王學派) byla neokonfuciánská škola středně- a pozdněmingské éry, jedna ze škol na něž se rozdělili žáci a stoupenci filozofie Wang Jang-minga. Jméno dostala podle provincie Ťiang-si a okolí, ležící na pravém (jou) břehu řeky (ťiang) Jang-c’, odkud pocházeli její představitelé.
K představitelům ťiangjouské školy patřili
- Cou Šou-i (1491–1562);
- Ou-jang Te (1496–1554);
- Nie Pao (1487–1563);
- Luo Chung-sien (1504–1564);
- Chu Č’ (1517–1585).

Podle historika filozofie Chuang Cung-siho právě ťiangjouská škola nejpřesněji zachovávala a předávala Wang Jang-mingovo učení. Mezi Wangovými následovníky jsou její členové počítáni k centristům, v kontrastu k „levicové“ tchajčouské škole.